# موريتز لازاروس
موريتز لازاروس (بالألمانية: Moritz Lazarus)‏ هو فيلسوف وعالم نفس ألماني، ولد في 15 سبتمبر 1824 في Wieleń ‏ في بولندا، وتوفي في 13 أبريل 1903 في ميرانو في إيطاليا.

## وصلات خارجية
- موريتز لازاروس على موقع الموسوعة البريطانية (الإنجليزية)